# 胡達克峰
胡達克峰（英語：Hudak Peak），是南極洲的山峰，位於埃爾斯沃思地，處於普盧默冰川以南，屬於埃爾斯沃思山脈中赫里蒂奇嶺的一部分，海拔高度1,440米，現時由南極條約體系管理。